# Harald Wolf (Biologe)
Harald Wolf (* 7. März 1955 in Berlin) ist ein deutscher Neurobiologe und emeritierter Hochschullehrer.

## Leben
Harald Wolf studierte Biologie und Chemie an der Technischen Hochschule Darmstadt. Er war von 1975 bis 1984 Stipendiat der Studienstiftung des Deutschen Volkes und promovierte 1984 an der Universität Erlangen-Nürnberg zum Thema „Untersuchung akustischer Interneurone an freibeweglichen Heuschrecken der Art Chorthippus biguttulus“.
Als wissenschaftlicher Assistent war er von 1985 bis 1987 an der University of Alberta in Edmonton (Kanada) bei Keir G. Pearson angestellt und arbeitete von 1987 bis 1991 an der biologischen Fakultät der Universität Konstanz in der Arbeitsgruppe von Werner Rathmayer, wo er sich 1990 zu dem Thema „Locomotor control in insects: neuronal bases of flight and walking“ habilitierte. In den Jahren 1991 bis 1997 war er Stipendiat der DFG im Heisenberg-Programm und hatte 1996 eine Gastprofessur an der Universität Zürich in der Arbeitsgruppe von Rüdiger Wehner inne.
Von 1997 bis 2021 war Wolf ordentlicher Professor und Leiter des Instituts für Neurobiologie an der Universität Ulm.
2009/2010 war er „Fellow“ am Wissenschaftskolleg zu Berlin.

## Forschungsschwerpunkte
Schwerpunkte seiner Forschungstätigkeit sind vor allem sensomotorische Prozesse bei der Fortbewegung, Navigation und Orientierung von Gliedertieren (z. B. Wüstenameisen). Unter anderem war Harald Wolf auch an einigen Projekten der DFG beteiligt, die die Anwendung dieser Forschungsergebnisse auf Entwicklung von Laufrobotern zum Inhalt hatten.

## Preise
- 1990 Akademie der Wissenschaften zu Göttingen, Preisträger Biologie[9]
- 2006 BMBF-Preis „Bionik - Innovationen aus der Natur“

## Schriften (Auswahl)
- Siegfried Bolek, Matthias Wittlinger, Harald Wolf: What counts for ants? How return behaviour and food search of Cataglyphis ants are modified by variations in food quantity and experience. Journal of Experimental Biology 215, 2012, S. 3218–3222, PMID 22915712.[10]
- Harald Wolf: Odometry and insect navigation. Journal of Experimental Biology 214, 2011, S. 1629–1641, PMID 21525309.
- Matthias Wittlinger, Rüdiger Wehner, Harald Wolf: The desert ant odometer: A stride integrator that accounts for stride length and walking speed. Journal of Experimental Biology 210, 2007, S. 198–207, PMID 17210957.[11]
- Matthias Wittlinger, Rüdiger Wehner, Harald Wolf: The Ant Odometer: Stepping on Stilts and Stumps. Science 312 (5782), 2006, S. 1965–1967, doi:10.1126/science.1126912.[12]
- Harald Wolf, Otto von Helversen: ‚Switching-off‘ of an auditory interneuron during stridulation in the acridid grasshopper Chorthippus biguttulus L. Journal of Comparative Physiology A, 158 (6), 1986, S. 861–871, doi:10.1007/BF01324827.